# Ліндау (Шлезвіг-Гольштейн)
Ліндау (нім. Lindau) — громада в Німеччині, розташована в землі Шлезвіг-Гольштейн. Входить до складу району Рендсбург-Екернферде. Складова частина об'єднання громад Денішер-Вольд.
Площа — 25,18 км2. Населення становить 1359 ос. (станом на 31 грудня 2020).

## Галерея

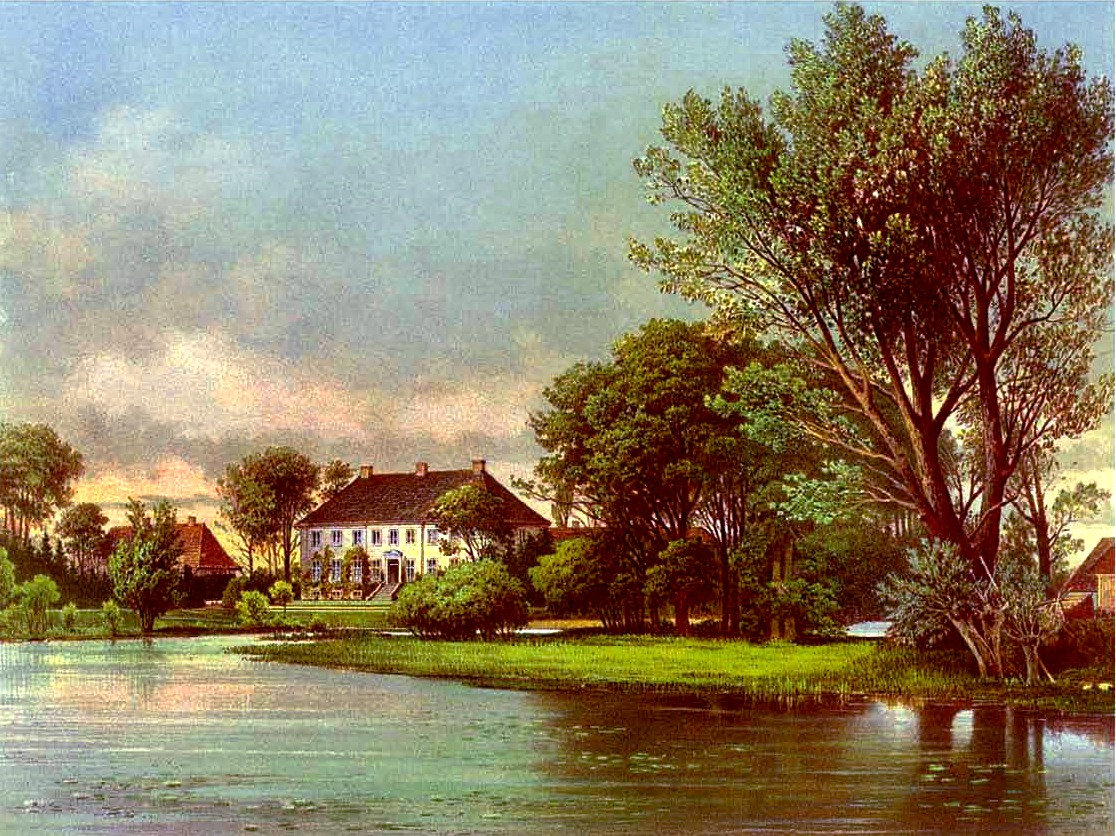